# 维诺沃
维诺沃（義大利語：Vinovo），是意大利都灵省的一个市镇。总面积17.7平方公里，人口14009人，人口密度791.5人/平方公里（2009年）。ISTAT代码为001309。

## 友好城市
- 阿根廷Luque（西班牙语：Luque (Argentina)）
- 義大利卡萨尔博雷